# Tympanogaster ambigua
Tympanogaster ambigua är en skalbaggsart som beskrevs av Perkins 2006. Tympanogaster ambigua ingår i släktet Tympanogaster och familjen vattenbrynsbaggar. Inga underarter finns listade i Catalogue of Life.